# トマス・H・クック
トマス・H・クック（Thomas H. Cook、1947年9月19日 - ）は、アメリカ合衆国の小説家。アラバマ州デカルブ郡フォート・ペイン出身。ケープコッド在住。

## 経歴
ジョージア州立大学で学士の単位を取得。1972年、ニューヨーク市立大学ハンター校にてアメリカの歴史を学び修士号を取得、1976年、コロンビア大学にて博士号を取得。
1978年から1980年にかけて、デカルブ郡のコミュニティ・カレッジで国語と歴史を教えていた。また、1978年から1982年には雑誌「アトランタ」のブックレビューを担当する編集者として働いていた。
1980年、大学院生だった頃、『鹿の死んだ夜』でデビューし、専業作家となる。
1997年、『緋色の記憶』でエドガー賞 長編賞を受賞。

## 作品リスト
| #  | 邦題                               | 原題                                   | 出版年 | 出版年 | 訳者       | 出版社   | 備考                                                 |
| -- | ---------------------------------- | -------------------------------------- | ------ | ------ | ---------- | -------- | ---------------------------------------------------- |
| 1  | 鹿の死んだ夜                       | Blood Innocents                        | 1980年 | 1994年 | 染田屋茂   | 文藝春秋 |                                                      |
| 2  |                                    | The Orchids                            | 1982年 |        |            |          |                                                      |
| 3  | 神の街の殺人                       | Tabernacle                             | 1983年 | 1994年 | 染田屋茂   | 文藝春秋 |                                                      |
| 4  |                                    | Elena                                  | 1986年 |        |            |          |                                                      |
| 5  | だれも知らない女                   | Sacrificial Ground                     | 1988年 | 1990年 | 丸本聰明   | 文藝春秋 | フランク・クレモンズ三部作の第一作                   |
| 6  | 過去を失くした女                   | Flesh and Blood                        | 1989年 | 1991年 | 染田屋茂   | 文藝春秋 | フランク・クレモンズ三部作の第二作                   |
| 7  | 熱い街で死んだ少女                 | Streets of Fire                        | 1989年 | 1992年 | 田中靖     | 文藝春秋 |                                                      |
| 8  | 夜 訪ねてきた女                    | Night Secrets                          | 1990年 | 1993年 | 染田屋茂   | 文藝春秋 | フランク・クレモンズ三部作の第三作                   |
| 9  |                                    | The City When It Rains                 | 1991年 |        |            |          |                                                      |
| 10 | 闇をつかむ男                       | Evidence of Blood                      | 1991年 | 1997年 | 佐藤和彦   | 文藝春秋 |                                                      |
| 11 | 死の記憶                           | Mortal Memory                          | 1993年 | 1999年 | 佐藤和彦   | 文藝春秋 |                                                      |
| 12 | 夏草の記憶                         | Breakheart Hill                        | 1995年 | 1999年 | 芹澤恵     | 文藝春秋 |                                                      |
| 13 | 緋色の記憶                         | The Chatham School Affair              | 1996年 | 1998年 | 鴻巣友季子 | 文藝春秋 | エドガー賞 長編賞受賞                                |
| 14 | 夜の記憶                           | Instruments of Night                   | 1998年 | 2000年 | 村松潔     | 文藝春秋 |                                                      |
| 15 | 心の砕ける音                       | Places in the Dark                     | 2000年 | 2001年 | 村松潔     | 文藝春秋 |                                                      |
| 16 | 闇に問いかける男                   | Interrogation                          | 2002年 | 2003年 | 村松潔     | 文藝春秋 |                                                      |
| 17 | テイクン                           | Taken                                  | 2002年 | 2003年 | 富永和子   | 竹書房   | テレビドラマ「TAKEN」のノベライズ                    |
| 18 |                                    | Moon Over Manhattan                    | 2002年 |        |            |          | ラリー・キングとの共著                               |
| 19 | 孤独な鳥がうたうとき               | Peril                                  | 2004年 | 2005年 | 村松潔     | 文藝春秋 |                                                      |
| 20 | 蜘蛛の巣のなかへ                   | Into the Web                           | 2004年 | 2005年 | 村松潔     | 文藝春秋 |                                                      |
| 21 | 緋色の迷宮                         | Red Leaves                             | 2005年 | 2006年 | 村松潔     | 文藝春秋 |                                                      |
| 22 | 石のささやき                       | The Murmur of Stones                   | 2006年 | 2007年 | 村松潔     | 文藝春秋 |                                                      |
| 23 | 沼地の記憶                         | Master of the Delta                    | 2008年 | 2010年 | 村松潔     | 文藝春秋 |                                                      |
| 24 |                                    | The Best American Crime Reporting 2008 | 2008年 |        |            |          | ジョナサン・ケラーマン、オットー・ペンズラーとの共著 |
| 25 | キャサリン・カーの終わりなき旅     | The Fate of Katherine Carr             | 2009年 | 2013年 | 駒月雅子   | 早川書房 |                                                      |
| 26 | ローラ・フェイとの最後の会話       | The Last Talk with Lola Faye           | 2010年 | 2011年 | 村松潔     | 早川書房 |                                                      |
| 27 |                                    | The Quest for Anna Klein               | 2011年 |        |            |          |                                                      |
| 28 | ジュリアン・ウェルズの葬られた秘密 | The Crime of Julian Wells              | 2012年 | 2014年 | 駒月雅子   | 早川書房 |                                                      |
| 29 | サンドリーヌ裁判                   | Sandrine's Case                        | 2013年 | 2015年 | 村松潔     | 早川書房 |                                                      |

### 日本での評価（ランキング等）
- 週刊文春ミステリーベスト10 海外編
  - 『だれも知らない女』 1990年 第9位
  - 『熱い街で死んだ少女』 1992年 第7位
  - 『緋色の記憶』 1998年 第1位
  - 『死の記憶』 1999年 第3位
  - 『夏草の記憶』 1999年 第5位
  - 『夜の記憶』 2000年 第2位
  - 『闇に問いかける男』 2003年 第8位
  - 『蜘蛛の巣のなかへ』 2005年 第10位
  - 『緋色の迷宮』 2006年 第6位
  - 『石のささやき』 2007年 第3位
  - 『沼地の記憶』 2010年 第6位
- このミステリーがすごい! 海外編
  - 『過去を失くした女』 1992年 第2位
  - 『熱い街で死んだ少女』 1993年 第3位
  - 『緋色の記憶』 1999年 第2位
  - 『夏草の記憶』 2000年 第3位
  - 『死の記憶』 2000年 第7位
  - 『夜の記憶』 2001年 第7位
  - 『心の砕ける音』 2002年 第5位

## 映像化作品
- 緋色の記憶〜美しき記憶の秘密〜 - 「緋色の記憶」を原作とした日本のテレビドラマ。
- 心の砕ける音〜運命の女〜 - 「心の砕ける音」を原作とした日本のテレビドラマ。ドラマWでドラマ化。